# Coulonges (Charente)
Coulonges (okzitanisch: gleichlautend) ist ein Ort und eine Gemeinde mit 121 Einwohnern (Stand 1. Januar 2022) im westfranzösischen Département Charente in der Region Nouvelle-Aquitaine. Die Gemeinde besteht aus mehreren Weilern (hameaux) und Einzelgehöften.

## Lage
Der Ort Coulonges liegt etwa eineinhalb Kilometer südöstlich des Flusses Charente in der alten Kulturlandschaft des Angoumois in einer Höhe von etwa 90 m ü. d. M. und ist etwa 25 km (Fahrtstrecke) in nördlicher Richtung von der Stadt Angoulême entfernt.

## Bevölkerungsentwicklung
| Jahr      | 1800 | 1851 | 1901 | 1954 | 1999 | 2013 |
| Einwohner | 324  | 349  | 199  | 181  | 113  | 151  |

Der Bevölkerungsrückgang im ausgehenden 19. und in der ersten Hälfte des 20. Jahrhunderts ist in der Hauptsache auf den Verlust an Arbeitsplätzen infolge der Reblauskrise und der zunehmenden Mechanisierung der Landwirtschaft zurückzuführen.

## Wirtschaft
Lebten die Bewohner des Ortes jahrhundertelang von den Erträgen ihrer Felder und Gärten, so wurde im ausgehenden Mittelalter und in der frühen Neuzeit der Weinbau vorangetrieben, der – nach der Reblauskrise im ausgehenden 19. und beginnenden 20. Jahrhundert – jedoch nicht wieder seine alte Bedeutung erreichte. Eine nicht unbedeutende Rolle für das Wirtschaftsleben der Gemeinde spielt auch der Tourismus in Form der Vermietung von Ferienwohnungen (gîtes).

## Geschichte
Coulonges war vor seiner Zerschlagung in den Jahren 1307–1312 Sitz einer Kommende des Templerordens. Die örtliche Pfarrkirche gehörte ehemals zum Pfarrbezirk von Xambes, bis sie im Jahr 1700 selbständig wurde. Über Zerstörungen während des Hundertjährigen Krieges (1337–1453) und der Hugenottenkriege (1562–1598) ist nichts bekannt.

## Sehenswürdigkeiten
Die aus exakt behauenen Steinen errichtete ehemalige Templerkirche bildet wahrscheinlich die Grundlage für die heutige Pfarrkirche Notre-Dame. Im Jahr 1312 gelangte sie in den Besitz des Johanniter-Ordens und im 15. Jahrhundert gehörte sie der Abtei Saint-Amant-de-Boixe. Die Fassade zeigt Veränderungen oder Ausbesserungen im oberen Teil; die angespitzten Archivolten des Portals wurden im 19. Jahrhundert erneuert. Die flachschließende Apsis zeigt drei – für Templerkirchen typische – nebeneinander aufragende schlanke Fenster, die jedoch in späterer Zeit bis zur Hälfte vermauert wurden; sie werden jeweils von kleinen Bögen mit Diamantstäben überfangen. Das Gewölbe der Kirche stürzte im Jahr 1865 ein und wurde aus leichterem Material erneuert.